# شومو هناشيرو
شومو هناشيرو (باليابانية: 花城 長茂) ، من مواليد 1869 ، وقتل سنة 1945م بسبب القصف الأمريكي أثناء الحرب العالمية الثانية في أوكيناوا  ، كان هناشيرو من كبار ممارسي رياضة الكاراتيه في جزيرة أوكيناوا.